# 권혁 (야구인)
권혁(權奕, 1983년 11월 6일 ~ )은 전 KBO 리그 두산 베어스의 투수이다.

## 선수 시절

### 아마추어 시절
대구수창초등학교 시절부터 야구를 하다가 성광중학교 2학년 때 그만뒀다. 이후 경상공업고등학교로 진학했고, 당시 포철공고 야구부 감독의 눈에 띄어 다시 야구를 시작했다.

### 삼성 라이온즈시절
2002년에 1차 지명을 받아 계약금 1억 5,000만원, 연봉 2,000만원의 조건으로 입단해 주로 중간 계투로 등판했다. 그는 빠른 공을 가지고 있음에도 불구하고 2002년부터 2006년까지 제구력 난조를 겪었으며, 데뷔 첫 해에는 시즌이 끝날 무렵이 돼서야 1군에 처음 올라왔다. 2005년에 미국에서 팔꿈치 수술을 받고 재활군에 머물렀다. 2007년 시즌부터 서서히 제구가 잡히기 시작하며 7승 1패, 19홀드, 2점대 평균자책점으로 팀 불펜의 핵심으로 자리잡았다. 중간 계투 중 탈삼진 1위를 기록했다.
그는 베이징 올림픽 국가대표로 선발돼 금메달을 획득하는 데에 일조했고, 병역 문제도 해결했다. 베이징 올림픽 이후 실력이 더욱 향상돼 6승, 39홀드를 기록했다. 20홀드를 기록해 최다 홀드상을 수상했지만 이 때의 과부하로 2010년 후반에는 난조를 보였다.
2014년 11월 26일 FA 우선 협상 마지막 날에 돈보다 오래 활동할 수 있는 팀을 찾기 위해 시장에 나오며 협상이 결렬됐다.

#### 2011년아시아 시리즈
예선 풀 리그에서 중요한 대전 상대였던 호주전, 일본전, 대만전 등 3경기에 구원 등판했지만, 0.1이닝 4피안타, 2실점(4자책)으로 부진했다. 결승전에서 구원 등판했으나 실점을 허용했다.

### 한화 이글스시절
2014년 11월 28일 4년 32억원에 FA 계약을 체결하며 이적했다.
2015년 4월 10일 롯데전에서 2.2이닝 51구를 던졌으나 팀이 패배해 빛을 바랬다. 스프링캠프 명단에 포함되지 못해 2019년 2월 1일에 구단에 방출을 요청했다.

### 두산 베어스시절
방출 후 2019년에 이적하였다.

## 야구선수 은퇴 후
2022년부터 SPOTV의 야구 해설위원으로 활동했다.

## 투구 스타일
- 좌완 투수치고는 직구가 조금 빠른 편이다. 좌투좌타의 오버핸드로 위에서 아래로 내려 꽂는 스타일로 공을 던지며, 허구연에 의하면 그와 같은 오버핸드로 던지는 투수의 체감 속도는 실제 구속보다 많게는 8km/h, 느리게는 3m/h정도가 차이 날 정도로 그의 투구 폼을 칭찬한 바가 있다. 속구 최고 구속은 157km/h이고, 전체적인 평균 구속은 147~154km/h이다. 평균 1이닝당 1탈삼진을 기록하는 전형적인 탈삼진 투수이고, 몸쪽 승부를 좋아하는 과감한 배짱과 포커 페이스를 가지고 있다. 2009년부터는 제구력을 높이기 위해 구속을 현저히 낮췄지만 빠른 공 평균 구속은 143~152km/h정도가 나온다.[6]

## 별명
- 삼성 라이온즈 시절 권오준과 함께 필승 계투조를 구성하며 '쌍권총'이라 불렸다.
- 2007년에 중간 계투로 등판하며 196탈삼진을 기록해 '닥터 K'라고 불렸다.
- 2009년에는 조현근, 최원제 등 다른 중간 계투진들과의 실력 차이와 권오준, 오승환의 전력 이탈로 인해 마무리도 겸하며 팀 동료였던 정현욱의 별명을 본뜬 '권노예'라고 불렸다.
- 빠른 공을 주 무기로 삼는 좌완 파이어볼러지만 속구와 슬라이더 등 단조로운 투구 패턴 때문에 아시아 시리즈에서 위력을 발휘하지 못했고, 마운드에서는 심리적인 동요를 보여 '권작가'라고 불렸다.
- 한화 이글스 시절에는 '불꽃남자'로 불렸다.
- 실점을 많이 할 때는 '권핵'이라고 불렸다.

## 통산 기록
| 연도 | 팀명   | 평균자책점 | 경기 | 완투 | 완봉 | 승 | 패 | 세 | 홀  | 승률  | 타자 | 이닝 | 피안타 | 피홈런 | 볼넷 | 사구 | 탈삼진 | 실점 | 자책점 |
| ---- | ------ | ---------- | ---- | ---- | ---- | -- | -- | -- | --- | ----- | ---- | ---- | ------ | ------ | ---- | ---- | ------ | ---- | ------ |
| 2002 | 삼성   | 13.50      | 2    | 0    | 0    | 0  | 1  | 0  | 0   | 0.000 | 23   | 4    | 11     | 2      | 0    | 0    | 1      | 6    | 6      |
| 2003 | 삼성   | 5.26       | 23   | 0    | 0    | 3  | 2  | 0  | 2   | 0.600 | 177  | 39.1 | 40     | 5      | 21   | 0    | 26     | 26   | 23     |
| 2004 | 삼성   | 4.78       | 37   | 0    | 0    | 3  | 3  | 0  | 3   | 0.500 | 355  | 81   | 80     | 12     | 38   | 4    | 78     | 44   | 43     |
| 2006 | 삼성   | 4.50       | 12   | 0    | 0    | 0  | 0  | 0  | 2   | -     | 39   | 8    | 8      | 1      | 6    | 0    | 6      | 4    | 4      |
| 2007 | 삼성   | 2.79       | 60   | 0    | 0    | 7  | 1  | 0  | 19  | 0.875 | 310  | 77.1 | 47     | 2      | 39   | 3    | 100    | 26   | 24     |
| 2008 | 삼성   | 1.32       | 43   | 0    | 0    | 6  | 0  | 0  | 15  | 1.000 | 195  | 47.2 | 36     | 2      | 22   | 1    | 37     | 10   | 7      |
| 2009 | 삼성   | 2.90       | 63   | 0    | 0    | 5  | 7  | 6  | 21  | 0.417 | 346  | 80.2 | 64     | 10     | 42   | 4    | 76     | 29   | 26     |
| 2010 | 삼성   | 2.09       | 60   | 0    | 0    | 7  | 1  | 4  | 10  | 0.875 | 282  | 73.1 | 54     | 6      | 19   | 2    | 73     | 18   | 17     |
| 2011 | 삼성   | 2.79       | 58   | 0    | 0    | 1  | 3  | 0  | 19  | 0.250 | 203  | 48.1 | 38     | 2      | 22   | 2    | 27     | 19   | 15     |
| 2012 | 삼성   | 3.10       | 64   | 0    | 0    | 2  | 3  | 1  | 18  | 0.400 | 211  | 49.1 | 48     | 2      | 20   | 1    | 38     | 18   | 17     |
| 2013 | 삼성   | 3.96       | 52   | 0    | 0    | 0  | 1  | 0  | 3   | 0.000 | 158  | 36.1 | 35     | 5      | 16   | 1    | 41     | 17   | 16     |
| 2014 | 삼성   | 2.86       | 38   | 0    | 0    | 3  | 2  | 0  | 1   | 0.600 | 137  | 34.2 | 27     | 4      | 11   | 0    | 38     | 13   | 11     |
| 2015 | 한화   | 4.98       | 78   | 0    | 0    | 9  | 13 | 17 | 6   | 0.409 | 506  | 112  | 124    | 15     | 53   | 5    | 88     | 68   | 62     |
| 2016 | 한화   | 3.87       | 66   | 0    | 0    | 6  | 2  | 3  | 13  | 0.750 | 418  | 95.1 | 93     | 5      | 42   | 7    | 77     | 45   | 41     |
| 2017 | 한화   | 6.32       | 37   | 0    | 0    | 1  | 3  | 0  | 11  | 0.250 | 147  | 31.1 | 39     | 6      | 9    | 5    | 17     | 23   | 22     |
| 2018 | 한화   | 4.91       | 16   | 0    | 0    | 1  | 1  | 0  | 3   | 0.500 | 44   | 11   | 9      | 2      | 4    | 0    | 11     | 6    | 6      |
| 2019 | 두산   | 4.91       | 57   | 0    | 0    | 2  | 2  | 1  | 11  | 0.500 | 155  | 36.2 | 36     | 3      | 7    | 2    | 21     | 23   | 20     |
| 2020 | 두산   | 9.39       | 15   | 0    | 0    | 2  | 2  | 0  | 2   | 0.500 | 38   | 7.2  | 11     | 0      | 4    | 0    | 7      | 9    | 8      |
| 통산 | 18시즌 | 3.79       | 781  | 0    | 0    | 58 | 47 | 32 | 159 | 0.552 | 3744 | 874  | 800    | 84     | 375  | 37   | 762    | 404  | 368    |